# Michel Onfray
(M. Onfray, Trattato di ateologia)
Michel Onfray (Chambois, 1º gennaio 1959) è un filosofo e saggista francese, appartenente alla corrente dell'edonismo e del post-anarchismo, sebbene dal 2010 considerato anche vicino all'anticapitalismo di matrice sovranista.
I suoi scritti celebrano i sensi, l'ateismo filosofico, l'edonismo e il piacere (senza rinunciare a una decisa impronta etica e politica), e la figura del "filosofo-artista" nella tradizione dei pensatori greci, che affermarono l'autonomia della vita e del pensiero. Ostentando un ateismo senza concessioni, egli sostiene che le religioni sono indifendibili in quanto strumenti d'oppressione e di frattura con la realtà o di elusione da essa. Onfray considera come mitici i racconti evangelici, ritenendo che Gesù non sia mai esistito: si tratterebbe, di un personaggio concettuale, per dare concretezza alla predicazione di un gruppo di ebrei “eretici”: attualmente è uno dei pochi intellettuali di una certa importanza a sostenere la cosiddetta tesi mitista sulle origini del cristianesimo.
Michel Onfray ritiene che la filosofia non possa esistere senza l'ausilio apportato dalle scienze naturali, dalla psicoanalisi (sebbene abbia successivamente rifiutato Freud, preferendogli Pierre Janet e gli "psicoanalisti non-freudiani") e dalla sociologia in una coniugazione del sapere scientifico con quello filosofico. Secondo lui, un filosofo pensa in modo coerente solo se dispone di adeguati strumenti del sapere, altrimenti le sue analisi si collocano al di fuori della realtà. Grazie a un linguaggio ricco e fluente, riesce a spiegare efficacemente le sue teorie nel corso di trasmissioni televisive o radiofoniche; come divulgatore della filosofia, è sovente invitato anche da emittenti di stampo conservatore perché egli ricopre il ruolo di "ateo di servizio" (athée de service, secondo una definizione da lui coniata).
Onfray appartiene a una classe di intellettuali vicina a correnti di pensiero individualiste e libertarie ma anticapitaliste, di cui tenta il recupero dell'afflato originario attraverso lo studio dei filosofi cinici, atomisti, cirenaici ed epicurei, ma anche tramite tutta la storia della filosofia, dai pensatori libertini, illuministi radicali, utilitaristi, anarchici, alcuni esponenti della Scuola di Francoforte, ma anche Nietzsche, con cui condivide la "rivolta dionisiaca", e gli esistenzialisti atei. Egli, è, alla maniera di molti suoi ispiratori, un materialista leggermente ottimista, senza gli eccessi di pessimismo che alcune correnti irreligiose hanno manifestato.
È stato avvicinato anche, dai mass media, alla variegata corrente del "Nuovo ateismo", gruppo assai eterogeneo a cui sono stati associati vari pensatori, scienziati e scrittori, come Richard Dawkins, Sam Harris, Daniel Dennett, Christopher Hitchens e Piergiorgio Odifreddi.

## Biografia
Michel Onfray è nato a Chambois, piccolo comune della Bassa Normandia nel dipartimento dell'Orne, da una famiglia di contadini normanni, da padre, Gaston Onfray (1920-2009), operaio e bracciante, e madre, Hélène, cameriera e addetta alle pulizie delle case di benestanti locali, proprietari anche della fattoria dove lavorava il padre.
Suo zio fu un membro della Resistenza francese, arrestato, torturato e internato in un campo di concentramento nazista durante la seconda guerra mondiale.
Cresciuto nella vicina cittadina di Argentan (nei cui pressi ha una casa di campagna, dove ha vissuto quasi ininterrottamente fino al 2013), a causa di problemi finanziari del padre, la madre, donna con problemi caratteriali, che spesso diventava violenta (riflesso dell'educazione ricevuta da lei stessa, in quanto orfana di padre e affidata alla pubblica assistenza e a un istituto di suore), lo abbandonò a sé stesso; a dieci anni, fu affidato a un orfanotrofio cattolico gestito da preti salesiani, anche se spesso poteva tornare a casa. In questo luogo egli racconta di avere ripudiato definitivamente la religione, di avere maturato il rifiuto dell'autorità e di essersi interessato alla filosofia, anche in seguito al fatto di avere subito un «regime carcerario» di «maltrattamenti e [...] molestie» da parte dei sacerdoti («alcuni dei quali pedofili», aggiunge) che avrebbero dovuto accudirlo. Rimase dai salesiani per circa quattro anni, e successivamente ne passò tre in un altro istituto cattolico, uscendo dalla tutela dei salesiani quasi alla maggiore età, e in seguito si riconciliò con la madre. Onfray ha anche un fratello minore, Hugues, che invece la madre tenne con sé.
Dopo avere lavorato come operaio in un caseificio locale (la prima volta a 14 anni) e in una fabbrica, divenne anarchico grazie alla conoscenza di un amico barbiere ed ex partigiano, che gli fece scoprire le idee di «una sinistra diversa, non comunista e non liberale», che «rifiuta il socialismo del filo spinato» e al contempo «vuole la fine dello sfruttamento capitalista, la felicità per gli umili e i diseredati, una società più giusta o (se si preferisce) meno ingiusta»; conseguì quindi la laurea in Filosofia all'Università statale e, dal 1983 al 2002, insegnò questa materia agli studenti dell'ultimo anno di un istituto tecnico a Caen, una scuola di proprietà cattolica, contrastato dai dirigenti per le sue idee eterodosse. Lo fa in contrasto con il programma didattico nazionale che, secondo lui, prevede solo l'insegnamento della storia della filosofia del passato, trascurando la pratica della stessa nella vita quotidiana e i più recenti sviluppi del pensiero in rapporto alle scienze. Nel 1987, a 28 anni, fu colpito da un grave infarto cardiaco, al quale sopravvisse riprendendosi molto bene. Questo evento lo spingerà a dedicarsi alla filosofia (cfr. paragrafo sull'hapax esistenziale).
Nel 2004 ebbe una ricaduta del problema cardiaco sotto forma di un episodio di cardiomiopatia: un'infezione contratta in Mauritania che gli provocò un ictus, il quale gli impedì di scrivere per qualche giorno; dopo un giorno, nonostante il cuore non avesse subito nuovi danni fisici, ebbe un aggravamento delle condizioni cardiache, uno scompenso temporaneo legato direttamente all'ictus, che più tardi egli paragonò alla sindrome tako-tsubo, cioè la cardiomiopatia da stress (un disturbo cardiaco di origine nervosa, che può manifestarsi in persone predisposte, provocando danni cardiaci o aggravando i disturbi già esistenti) dovuta - secondo lui - al dispiacere di non riuscire temporaneamente a lavorare; riuscirà a riprendersi anche da questo incidente.
Michel Onfray, dopo essersi dimesso dall'incarico di insegnante nel 2002 (l'anno in cui Luc Ferry diventa ministro dell'Istruzione), per impegnarsi attivamente nella filosofia e nell'attivismo (anche contro un'eventuale vittoria, al ballottaggio presidenziale, del candidato di estrema destra Jean-Marie Le Pen), da allora si dedica alla ricerca in proprio.
Nel corso dello stesso anno crea l'Université populaire de Caen e numerose attività collegate, e, nel 2004, ne scrive il manifesto (La communauté philosophique, La comunità filosofica). Da allora è docente nella stessa università da lui fondata, e, quando non viaggia per promuovere la sua attività, risiede stabilmente in Normandia. Anche in Italia Onfray diviene noto, oltre che per i suoi libri (specialmente il Trattato di ateologia), per i suoi significativi interventi in convegni internazionali concernenti il pensiero filosofico, la religione e la spiritualità.
Onfray sostiene attivamente la legalizzazione dell'eutanasia e del suicidio assistito in Francia e nel 2014 ha rivelato di avere aiutato a morire la sua compagna, Marie-Claude Ruel, docente di francese e italiano conosciuta nel 1976, malata di cancro al seno da più di 13 anni, guarita una prima volta ma ormai incurabile; la Ruel è deceduta l'8 aprile 2013 a 60 anni in una clinica svizzera dove si pratica il suicidio assistito.
Nel 2018 ha sposato la nuova compagna, Dorothée Schwartz.
Onfray, oltre che di insegnamento e divulgazione, si occupa della direzione di alcune collane editoriali incentrate sulla filosofia, e partecipa come ospite fisso alle trasmissioni della radio France Culture. Dirige la rivista Front populaire.

## Idee politiche

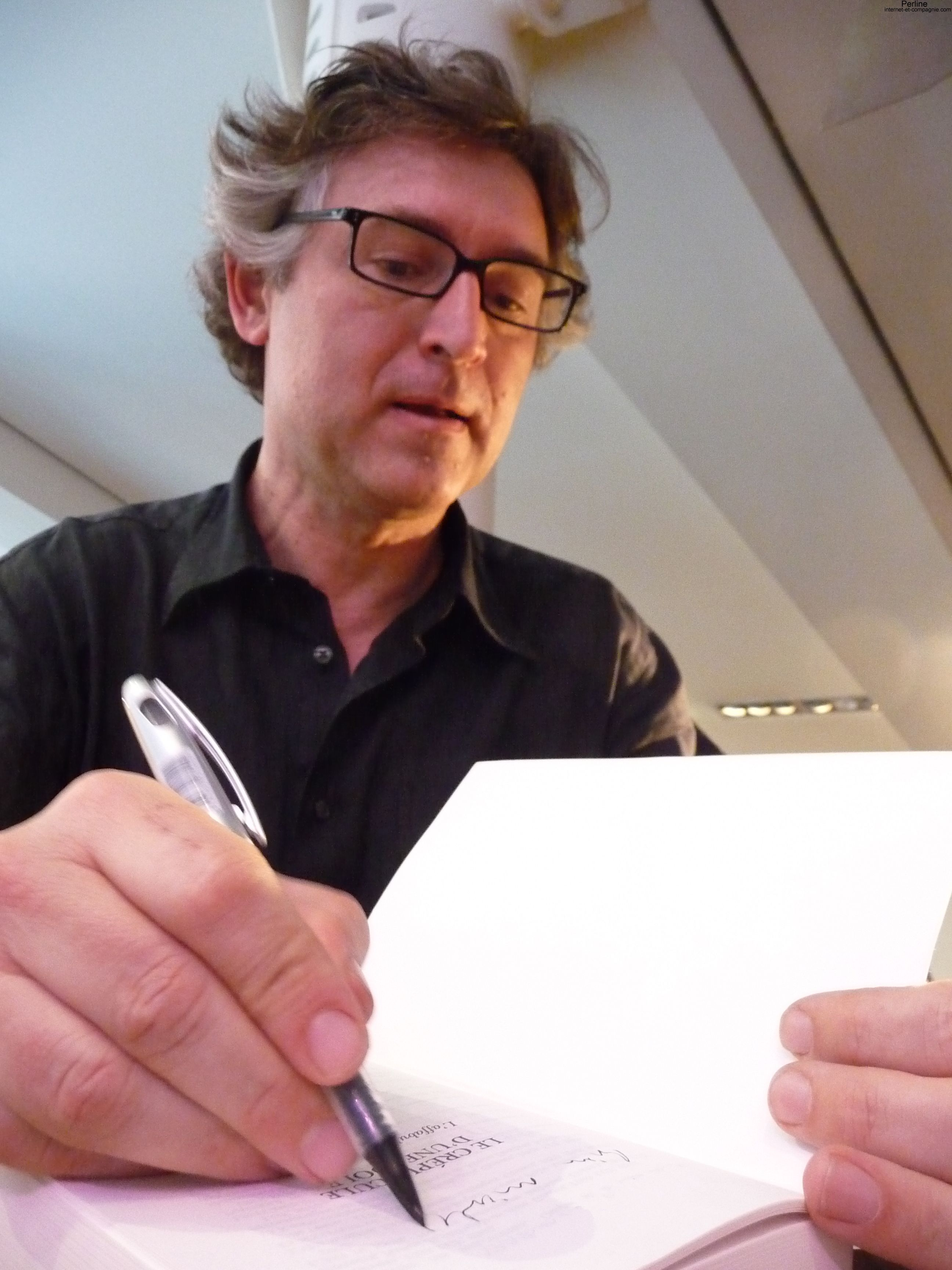
Michel Onfray autografa una copia di un suo libro al Theatre Rond Point di Parigi (2010)

Il filosofo francese si definisce "post-anarchico", anticomunista, anti-liberale, anticapitalista e simpatizzante del socialismo libertario e del mutualismo di Proudhon.
Egli è attivo nell'area della sinistra libertaria e alternativa, sostenendo l'utilità del voto per contrastare le forze conservatrici. Come per il suo ateismo, le sue posizioni politiche, estremamente personali e difficilmente inquadrabili in una precisa ideologia (alla maniera del suo principale ispiratore, Albert Camus), hanno provocato spesso polemiche.
All'elezione per il presidente della repubblica francese svoltasi nel 2002, ha dichiarato di avere votato per Olivier Besancenot, candidato presentato dalla LCR (Ligue communiste révolutionnaire, Lega Comunista Rivoluzionaria, poi divenuta il Nuovo Partito Anticapitalista), un partito trockista e marxista (nonostante egli non sia tale e abbia ripetutamente criticato il marxismo e il socialismo scientifico), sostenendo che «la sinistra deve essere di sinistra» per combattere ciò che egli chiama «la misère sale» (la sporca miseria). Si veda anche il suo libro Politique du rebelle (politica del ribelle).
In alcune delle sue dichiarazioni pubbliche e in passi dei suoi libri Michel Onfray delinea il progetto di un «capitalismo libertario» e auspica una «gestione libertaria» dell'economia, in contrapposizione a una "gestione liberista" della stessa. Il 22 marzo 2006, invitato da Stéphane Paoli negli studi di France Inter, Michel Onfray ha sostenuto di non essere contro il capitalismo e la proprietà privata. Lo stesso anno, in un dibattito, ha appoggiato l'opportunità di un candidato unico della sinistra alternativa alle elezioni presidenziali del 2007 in opposizione a Ségolène Royal (poi sconfitta dal neo-gollista Nicolas Sarkozy) e, a dicembre, nel corso di un'intervista a Le Monde, ha dichiarato di considerare "catastrofico" il fatto che la "sinistra della sinistra" ("gauche de la gauche") non presenti un candidato unitario (riferimento ai rapporti tesi fra LCR e PCF) che avrebbe favorito, a suo dire, la candidata socialista moderata (da lui definita «il trionfo del vuoto di fondo»).
Dopo avere appoggiato il no global José Bové, ha dichiarato che avrebbe votato scheda bianca al ballottaggio tra la Royal e Sarkozy.
Ha anche appoggiato, con altre personalità internazionali come Noam Chomsky e Ken Loach, la lista italiana Sinistra Critica, trotskista e anticapitalista, manifestando sempre posizioni di sinistra negli anni, ma ha espresso anche un moderato apprezzamento per le politiche del "gollismo sociale" (come quello dell'ex premier François Fillon), pur rimanendo nel solco dell'anarchismo e della sinistra sui temi etici. Vicino anche alle idee di Jean-Luc Mélenchon in politica interna, ha criticato duramente il leader del Front de Gauche per le sue posizioni di sostegno al castrismo e al chavismo, in politica estera. Nel 2020 ha fondato la rivista Front Populaire, di orientamento sovranista.

### La sinistra "dionisiaca"
Onfray sostiene lo sviluppo di una sinistra "dionisiaca", una sinistra libertaria che cerchi la felicità per tutti; al contrario avversa quella che lui chiama sinistra del ressentiment, sempre usando la terminologia di Nietzsche, quella che 
Condivide inoltre l'impostazione di Antonio Gramsci per quanto riguarda la conquista pacifica dell'egemonia culturale, e riguardo al suo personale "nietzscheanesimo politico", parlando di Camus ha affermato invece che «essere nietzschiano vuol dire questo: vuol dire di sì a tutto quello che la vita propone, invece essere nietzschiano di sinistra è dire di sì a tutto quello che dice di sì alla vita, ma dire di no a tutto quello che dice di no alla vita».

#### La riflessione politica
Di una generazione posteriore al ’68, Onfray ne ha recepito tutte le idee, proiettandosi però in una dimensione post. Di se stesso dice infatti di essere edonista, ateo, anticomunista, anticapitalista, libertario, simpatizzante delle idee di Proudhon e appartenente al postanarchismo di sinistra, atteggiamenti che si ritrovano tutti nella sua produzione, nell’attività d’insegnamento (dopo avere insegnato nella scuola pubblica francese, ha fondato nel 2002 l’Université populaire di Caen) e nel dibattito politico e culturale di cui è un attivissimo protagonista, dato che partecipa spesso a trasmissioni televisive, viene frequentemente intervistato sui maggiori problemi d’attualità e scrive una saggistica aggiornata sugli argomenti più scottanti del presente.
All’anarchismo, come ha raccontato egli stesso anche nella prima parte, autobiografica, de “Il postanarchismo spiegato a mia nonna”, giunse in età molto giovane per esperienza personale di studente liceale, essendovi stato iniziato dal suo barbiere, che gli fece conoscere, oltre alla sua storia di partigiano e di deportato, giornali e riviste non proprio usuali per una barberia: la stampa di sinistra, i giornali alternativi e satirici e tutta “la galassia anarchica”. A lui Onfray riconosce di dovere anche la conoscenza delle mistificazioni di quella che definisce la “leggenda marxista-leninista” (“nell’Urss la rivoluzione libertaria dei popoli si era trasformata in una dittatura burocratica sul proletariato”) e l’acquisizione della prospettiva di una sinistra “diversa”, non comunista e non liberale, una sinistra che non conosce il gulag per i dissidenti, la polizia politica e la militarizzazione della società, pur volendo la fine dello sfruttamento capitalista, la felicità per i diseredati e una società più giusta o, almeno, meno ingiusta.
L'odio per il potere tuttavia, avverte Onfray, era già insito in lui avendolo egli sperimentato nella sua vita di bambino relegato in un orfanotrofio tenuto da preti salesiani che lo esercitavano in maniera sadica e perversa, attraverso battiture e abusi di vario genere e più tardi nella gerarchia della fabbrica, dove fu operaio per due stagioni estive, così da scrivere: “Ho odiato il potere, qualsiasi potere, prima di sapere quello che ne raccontano i libri. Non c’è bisogno di leggere sull’argomento quando lo si è visto, da bambini, da adolescenti, da giovani, nella carne maligna dei potentati”.
All’interno di quella che egli definisce la galassia anarchica in cui sono presenti le più diverse posizioni, anche in netto contrasto l’una con l’altra (l’illegalismo assoluto di Bonnot e quello mitigato di Jacob, la violenza rivoluzionaria di Bakunin e il pacifismo pedagogico di Sébastien Faure, l’egotismo di Max Stirner o il solidarismo alla Kropotkin) Onfray sceglie il pragmatismo austero di Proudhon, che aveva eliminato ogni trascendentalismo di stampo hegeliano a vantaggio dell’immanenza e aveva proposto soluzioni concrete, come il federalismo, il cooperativismo, il mutualismo e le banche del popolo.
Onfray contrappone a una tradizione russo-tedesca la tradizione francese, più interessata alla positività costruttiva che alla negatività dialettica e, contro gli “hegeliani” e Marx, la sua scelta va a Étienne de La Boétie e ai suoi seguaci (Han Ryner, Faure, Reclus).
Il filosofo, spesso criticato e disconosciuto dal mondo anarchico erede dell’anarchismo canonico che gli rimprovera posizioni moderate e fumose, opta per un'anarchia “positiva”, voltando le spalle all’“anarchia del risentimento”, quella infantile che è sempre “contro”, così come all’anarchia dell’Utopia di tipo rousseauiano, che vorrebbe realizzare un paradiso terreno in cui si concretizzi l’abolizione del capitale, del lavoro salariato, delle prigioni, della polizia, del “male” insomma.
Il post-anarchismo positivo da lui sostenuto non si risolve in un’ideologia, ma è una «pratica da vivere».
A conforto di questa affermazione Onfray cita le sue scelte di vita personali, il fatto di avere rifiutato incarichi prestigiosi per potere vivere una vita libertaria, il rifiuto di unirsi alla tribù degli intellettuali da salotto parigini, la creazione dell’Università Popolare di Caen, uno di quei «luoghi libertari in cui la cultura funge da strumento di emancipazione etica e politica» e dell’Università Popolare del Gusto, all’interno di un orto-giardino in cui possono trovare modo di riscattarsi dagli insulti della “violenza liberale” ritrovando la propria dignità persone che hanno conosciuto l’alcol, la droga, la prigione, la delinquenza, la disoccupazione. In queste università popolari, afferma Onfray, la cultura non è occasione di distinzione sociale, di riconoscimento tribale, ma forza di condivisione, di solidarietà, di fraternità, di comunità edonista.
Si capiscono così anche gli scritti del filosofo, tra cui spiccano il Trattato di ateologia, La politica del ribelle, la Controstoria della filosofia e quel “principio di Gulliver”, come lui lo chiama, per cui il potere va paralizzato e distrutto con legacci che possano bloccarlo in più punti, proprio come avvenne per Gulliver gigante legato dai lillipuziani, attraverso l’attacco a singole realtà per mezzo del pragmatismo libertario che attua il mutuo appoggio, realizza un’istruzione popolare, dà vita a laboratori e a micro-comunità, ricorre alla disobbedienza civile, sostiene l’’edonismo e il “diritto al piacere” e pone l’individuo come «misura dell’ideale anarchico».
Poco importa che vada perduta la spettacolarità delle grandi azioni messianiche propugnate dalla sinistra classica: la “micro-logica” della micro-politica, pur con l’impercettibilità delle sue azioni, non è affatto meno efficace dei grandi eventi rivoluzionari, anzi sbocca alla fine in un insieme di azioni e di fatti di una potenza formidabile: si tratta peraltro di quello che richiedono i tempi attuali.
Alla base di molte convinzioni di Onfray c’è il pensiero di Michel Foucault, così come quello di Deleuze e di Guattari, a cui egli invita apertamente a guardare. Riguardo al primo pone l’accento «sulla fine del potere localizzabile in un solo luogo, lo Stato, e sull’archeologia di un potere disseminato ovunque; sul sistema di controllo dei corpi per mezzo del carcere e dell’ospedale, ma anche della scuola e della caserma; sulle problematiche politiche connesse all’uso del concetto di “anormalità”; sulla necessità di un’etica post-cristiana, basata sulla cura di sé e sull’accettazione dei piaceri; sul governo di sé preferibile al governo degli altri, di cui si potrebbe fare a meno; sulla necessità di un intellettuale specifico».
Di Guattari richiama la felice invenzione della micro-politica, la quale combatte i micro-fascismi che si sono sostituiti al fascismo classico, la volontà di attivare micro-resistenze che si oppongano a una tale nuovo cassetto del potere e il richiamo alla necessità di costituire una rete tra queste forze di opposizione.
Non si può ignorare poi l’enorme importanza che Onfray attribuisce al ’68, di cui riconosce in gran parte la paternità al pensiero nietzschiano, per l’abolizione della concezione della verità “una e trascendente”, per la “consacrazione del prospettivismo”, per l’abbattimento dell’Uno, (la) nascita del Diverso, (la) fine dei retro-mondi che giustificano l’ordine del mondo, per l’avvento del regno della pura immanenza, (con la) scomparsa della teologia cristiana e la comparsa di un’esaltante adesione alla volontà di potenza – che è volontà di vita, rifiuto dell’ideale ascetico giudaico-cristiano, epifania della pulsione di vita celebrata secondo modalità pagane, (il) crollo del vecchio mondo e (la) nascita di «nuove possibilità esistenziali»”.
Il maggio ’68 è stato per Onfray un periodo storico che ha espresso una formidabile carica libidinale e libertaria anche grazie ai contributi del situazionismo, dello stesso Foucault e di Deleuze. Sotto il profilo dell’espressione dell’individualità, il soggetto durante il maggio ha avuto modo di conseguire una reale autonomia, una reale emancipazione consentendo in tal modo il fiorire di comunità elettive ispirate ai principi di un socialismo libertario.
L’affermazione di tali ideali implica la necessità che la resistenza debba e possa esercitarsi in ogni direzione secondo una logica molecolare per il conseguimento di un'autentica libertà assai diversa e ben lontana da quella che offre la società attuale e cioè la libertà di consumare, di possedere, insomma una libertà di natura mimetica.
L’importanza del maggio francese è relativa al ribaltamento ideologico attuato, con tutte le conseguenze sul piano dei comportamenti che ne sono venute e al conseguimento dell’individuo sovrano che si contrappone radicalmente all’individuo assoggettato all’interno della famiglia e della società attuale.
Esso ha determinato la diffusione del potere, promuovendo la pratica della resistenza e dell’insubordinazione. A tale proposito, nell’interpretazione di Onfray, Foucault avrebbe pienamente compreso, nel contesto del maggio del sessantotto, la necessità di travalicare i limiti angusti della famiglia, di sperimentare nuove pratiche sessuali – quali il sadomasochismo – di servirsi delle droghe come occasione per conseguire un reale processo di disinibizione e di edonismo comunitario, giungendo a prefigurare la costruzione di un corpo nuovo.
Sono idee che Onfray aveva già espresso ne La politica del ribelle. Trattato di resistenza e insubordinazione in cui, dopo una descrizione estremamente efficace della situazione drammatica degli indigenti, degli affamati, dei reietti della società e dopo una critica feroce alle fedi, a tutte le fedi, all’economia capitalistica e a ogni mezzo di coercizione inflitto al genere umano nell’ambito della biopolitica, suggeriva modalità concrete di antagonismo al sistema che contemplano scelte radicali proprie del socialismo rivoluzionario.
Nel testo si sostiene infatti con forza che per il conseguimento degli obiettivi libertari è necessaria un’attenta valutazione del tipo di azioni da intraprendere in contrapposizione al potere. A tale riguardo, l’Autore sottolinea l’opportunità di fare ricorso all’etica della violenza soreliana che presuppone la lotta radicale contro tutto ciò che trasforma gli individui in puri e semplici soggetti, da attuarsi anche contro il parlamentarismo e i partiti essenza della falsa democrazia.
Onfray rigetta in modo chiaro e senza equivoci la scelta del pacifismo radicale di un Henry David Thoreau, così come quella del Mahatma Gandhi, considerandolo del tutto inadatto a un mondo in cui le forze da contrastare sono di enorme portata e nel quale serve invece un’autentica forza sovversiva. La scelta cade quindi sul sindacalismo rivoluzionario e conseguentemente sulla legittimità dell’azione diretta, fra cui lo sciopero generale e il boicottaggio e più esattamente il sabotaggio alla Émile Pouget.
Riguardo al ruolo che il filosofo attribuisce all’intellettuale questi deve farsi portavoce di un rifiuto radicale della realtà esistente elaborando prima e attuando poi un nietzschianesimo di sinistra, una “mistica di sinistra” che passi attraverso le idee appena esposte.
L’intellettuale libertario deve stanare il potere, circoscriverlo, aggirarlo, schivarlo con forza, astuzia, destrezza, servendosi anche della ironia, dell’umorismo, del cinismo, facendosi portavoce di un permanente dandismo (seguendo l’esempio di Guy Debord e di Marcel Duchamp), ponendo l’enfasi sulla centralità dell’individuo ribelle, sulla centralità della sovranità popolare ma soprattutto sul rifiuto a obbedire a qualsivoglia potere esigendo il conseguimento di una laicizzazione radicale.
Da quel che emerge da quanto detto sin qui e per ammissione dello stesso Onfray, anch’egli accede alla concezione dell’“intellettuale specifico”, delineata da Michel Foucault e Gilles Deleuze in opposizione al modello di intellettuale universale sartriano: se il mondo è fatto di mille micro-poteri e per combatterlo bisogna attuare micro-resistenze, allora anche all’intellettuale è riservato il compito di calarsi in realtà specifiche in cui l’ideologia si traduca in concreta pratica libertaria hic et nunc. Cosa che a Onfray pare essere riuscita bene nella sua scelta di fondare e vivere in «luoghi libertari» in cui ci sia posto per la condivisione e la solidarietà di una comunità edonista, di cui si è detto in precedenza.

### La "politica del ribelle" e la laicità
Indagando la filosofia edonista Michel Onfray illustra nel saggio La politica del ribelle. Trattato di resistenza e insubordinazione la parte politica del suo pensiero. Celebra in questo libro la figura del ribelle alla società, il sovversivo, il portatore di un desiderio di rivoluzione, in una sorta di mistica della sinistra a sfondo anarchico e con la sua volontà di riconquistare un mondo sottomesso all'economia, opponendo il piacere all'ascetismo della destra. Onfray riprende la storia dal 1968, proponendo un completamento del maggio francese che egli riconsidera alla luce di una fine del secolo convinta della morte delle ideologie, che invece si ripresentano in ogni tempo. Oltre a riferirsi a Proudhon, Nietzsche, Foucault, Deleuze e altri autori citati (come afferma ne Il post-anarchismo spiegato a mia nonna, in cui cita direttamente alcune idee, in un originale collage, di Stirner, Godwin, Bakunin, Malatesta, Fourier, Volin, Louise Michel, E. Armand ed Emma Goldman), Onfray tenta anche un recupero delle idee di Georges Sorel, il fondatore del sindacalismo rivoluzionario, a suo parere ingiustamente associato al fascismo e al militarismo, e di Ernst Jünger (ispiratore del titolo, con il suo Trattato del Ribelle).
Secondo lui occorre inoltre ricordare l'uso politico della religione, da Hitler al Vaticano, fino all'islamismo, per cui le ideologie dell'assoluto e le religioni vanno screditate anche perché sono uno strumento di controllo, ricordando anche l'alleanza tra clero e dittature varie, e combattendone gli abusi.
In particolare bisogna lottare per uno Stato sempre più laico, e, se un giorno lo Stato verrà abolito, per una società sempre più secolarizzata (del cristianesimo permarranno solo aspetti culturali ma non etici, come, per esempio, attualmente rimangono derivati della religione romana antica).
Tuttavia occorre non schierarsi con la religione meno peggiore per combatterne un'altra (specialmente non schierarsi con i suoi capi e i loro dogmi), in quanto esse sono da Onfray considerate tutte dannose.
In molti testi (come i citati e come La potenza di esistere), inoltre, egli propone una ribellione, anziché una rivoluzione, di individui associati liberamente, in una sorta di nuovo anarco-sindacalismo di matrice stirneriana ed edonista.

#### Il principio di Gulliver
Onfray illustra anche quello che chiama "principio di Gulliver", così chiamato da lui stesso poiché ispirato alla metafora tratta dall'episodio del primo incontro del personaggio di Lemuel Gulliver con gli abitanti minuscoli di Lilliput, narrato da Jonathan Swift nella parte I del romanzo satirico I viaggi di Gulliver: si tratta - nel caso di Onfray - di un appello al pragmatismo libertario, al mutuo appoggio, all'istruzione popolare, alla costruzione di laboratori e micro-comunità, alla disobbedienza civile, all'edonismo e al “diritto al piacere”, all'individuo come «misura dell'ideale anarchico»; tutti piccoli impedimenti che bloccano il gigante (lo Stato capitalista) per quanto si può, senza usare la violenza, se non quando essa sia strettamente necessaria per difendere l'incolumità dagli attacchi del potere, per essere "né carnefici né vittime"; questo poiché, lo Stato odierno non è più quello contro cui si battevano gli anarchici dell'Ottocento, anche in maniera violenta, e molte conquiste sociali sono state realizzate.

### Altri interventi
Egli è favorevole agli OGM, alla clonazione umana per uso medico e all'energia nucleare a uso civile.
Nel 2009 ha inviato una lettera aperta al presidente francese Nicolas Sarkozy per supportare la traslazione delle ceneri di Albert Camus al Pantheon nel 2010 (come proposto dallo stesso Sarkozy) e accogliere la sua lezione politica libertaria; il trasferimento non avvenne comunque, per l'opposizione dei figli dello scrittore.
Si è schierato contro la maternità surrogata per denaro.
Secondo Onfray, anche l'ideologia woke, le evoluzioni del postfemminismo, l'immigrazionismo, la teoria del genere, l'islamismo, il politicamente corretto, l'ecologismo, il mondialismo, l'europeismo sarebbero espressioni di "tirannia delle minoranze" che danneggiano la Francia e la civiltà occidentale.

#### Islam e civiltà occidentale
(dal Trattato di ateologia)
Il filosofo ha anche espresso opinioni anticlericali rivolte sia al cristianesimo, sia all'Islam. Esponenti di sinistra radicale e anarchici lo hanno criticato per alcuni attacchi antislamisti rivolti alla religione musulmana in genere, accusandolo di intolleranza e islamofobia. In un'intervista al quotidiano algerino el Watan, Onfray disse infatti che «dopo secoli di cultura musulmana non c'è stata nessuna invenzione, nessuna ricerca (...) sul terreno della scienza laica»; e, interpellato sulla Guerra d'Algeria, ha aggiunto che i «militanti dell'indipendenza nazionale si sono preclusi tutto ciò che è dalla parte della pace (...) la diplomazia, l'intelligenza, la ragione (...) questi sono gli algerini che hanno scelto la strada della violenza e sono quelli all'origine del maggior numero di morti nella parte algerina». Inoltre, ha dichiarato anche il suo moderato appoggio allo stato d'Israele, sempre in funzione antislamista, chiarendo di essere sionista nel senso originario del termine - in quanto ritiene utile e lecita l'esistenza di un "focolare nazionale ebraico" - ma allo stesso tempo filo-palestinese e contrario all'espansionismo portato avanti da molti governi israeliani ai danni degli arabi palestinesi, che considera una forma di colonialismo.
Pur essendo ateo e anti-cristiano dal punto di vista filosofico ed etico, ha affermato che la civiltà europea giudaico-cristiana ha dei meriti, per avere consentito l'affermazione della laicità; ritiene la civiltà occidentale, in quanto patria dell'illuminismo, sia un valore da difendere in maniera decisa contro l'islamizzazione, che determinerebbe la "morte dell'Europa" (che in altri interventi ha sostenuto essere - come civiltà unitaria - comunque già al tramonto nel 1914 a causa della Grande guerra) e la diffusione mondiale dell'integralismo islamico aggressivo.
Ha sostenuto quindi, pur essendo fortemente contro un "governo mondiale" di tipo liberale, la necessità di un asse politico atlantico-Europa-Urali (cioè dagli Stati Uniti alla Russia) a difesa della parte del mondo non musulmana. Secondo Onfray non occorre ovviamente essere xenofobi, ma bisogna comunque difendere la propria identità dall'Islam politicizzato, nonché vietare l'uso del velo islamico in luoghi pubblici, e avversare pratiche come circoncisione, escissione del clitoride e infibulazione.
Onfray sostiene di non fare alcuna differenza fra i tre monoteismi, ma attualmente non vede una minaccia di violenza (analoga alla "guerra santa" dell'Islam) da parte di cristianesimo ed ebraismo, ormai resi inoffensivi dalla secolarizzazione, anche se talvolta ancora influenti a danno della laicità.
Per questa visione fortemente critica dell'Islam e per altre idee molti lo hanno accusato di riprendere, in materia, le opinioni di pensatori conservatori come il neocon Daniel Pipes, fortemente sionista e anti-islamico o di apparentarsi alle correnti populiste e accusate di islamofobia, o di antimodernità (accuse da lui respinte).

Sempre al riguardo, Onfray ha apprezzato, come una visione realistica, l'allarme lanciato dal romanzo Sottomissione di Michel Houellebecq e ha commentato la strage islamista al giornale satirico Charlie Hebdo affermando che è stato "il nostro 11 settembre". All'indomani degli attentati del 13 novembre 2015 a Parigi ha però criticato, d'altra parte, le politiche internazionali messe in atto dopo il 2001: «Destra e sinistra a livello internazionale hanno seminato la guerra contro l'Islam politico, raccogliendo a livello nazionale la guerra dell'Islam politico».; secondo lui la colpa della nascita dello Stato Islamico è da ascriversi alle guerre occidentali:
Onfray ha pubblicato due libri incentrati principalmente sul confronto Islam-Occidente e sulla crisi di quest'ultimo: Pensare l'Islam (2016) e Decadenza (2017).

## Filosofia
Michel Onfray propone un pensiero risolutamente materialista che è al tempo stesso elogio e rappresentazione di tutti i temi che concernono la cultura materialista e laicistica. Ciò comporta: etica del vivere in sé, politica libertaria, uso del corpo, rapporti d'amore, ecc. Per Onfray l'onestà intellettuale e la conoscenza del mondo sono strumenti ineludibili per costruire una filosofia liberata dalla metafisica e dalla religione: «Bisogna partire dal reale e costruirci sopra» è uno degli assunti fondamentali di Onfray. La metafisica e religione sono infatti alleate nella mistificazione ontologica e gnoseologica della cultura sin dall'antichità, ma con il Cristianesimo le cose sono diventate intollerabili. Così Onfray lavora alla decostruzione dei miti teologici che continuano a riproporre il rifiuto del mondo profano e materialistico con la filosofia dell'esistenza che esso comporta, con il risultato di ripiegare sulla mistificazione e sull'estraniamento dalla realtà esistenziale dell'uomo.
Per questo pensatore la metafisica e la teologia si contrappongono alla visione del mondo materialistica ed atea usando espedienti e mezzi mistificatori. Essa è la sola filosoficamente plausibile e difendibile, mentre esse operano sulla base di fantasticherie e leggende prive di fondamento, ma sempre riproposte in maniera accattivante sì da essere efficaci sulle coscienze deboli. Una posizione che lo conduce a professare un «ateismo non cristiano» (un ateismo che non conserva gli usi del Cristianesimo nella vita quotidiana) in una prospettiva di esistenza più autentica e senza mistificazioni ideologiche. Sostiene inoltre che la metafisica filosofica scaturisca anche dalle esperienze personali, parlando della propria adolescenza infelice, e non possa esserne separata del tutto, facendo l'esempio dell'omosessualità di Michel Foucault o della deformità fisica di Giacomo Leopardi, del cui pensiero, come in Emil Cioran e Arthur Schopenhauer, ritiene eccessivo il pessimismo mostrato.
Per lui l'espressione di Heidegger essere-per-la-morte è una verità, ma che conduce nella direzione opposta rispetto a quella metafisica del filosofo tedesco, poiché «venire al mondo significa scoprire di essere per la morte; essere per la morte significa vivere giorno per giorno la delusione della vita». In apparenza «solo la religione dà l'impressione di arrestare il movimento», ma «in realtà lo accelera».

### L'edonismo
(da Trattato di ateologia)
Egli propone un'arte del vivere edonista, fondata sull'esistenza reale, sulla valorizzazione della cultura laicistica, sull'interesse verso le arti e verso la scienza, su un sapere liberato da lacci metafisici. Onfray descrive l'edonismo «come un atteggiamento introspettivo di vita, basata sul prendere il piacere per sé stessi e dare il piacere ad altri, senza farsi del male o farne ad altri».
Di conseguenza si profila una nuova weltanschauung dove l'emozionalità e la sessualità sono liberate, dove il piacere personale si inquadra in liberi rapporti collettivi improntati al suo conseguimento. Nel criticare le forme di alienazione e di dolore attribuibili alle religioni e ai dogmi politici ed economici, egli ricolloca l'individuo al centro della propria esistenza e lo invita a «pensare alla sua vita e vivere il suo pensiero»: «principio di un'etica solare e sovrana».
Per Onfray il corpo e la corporeità non vanno mortificati ma esaltati, in contrasto con la cultura spiritualizzante e anticorporea dell'episteme ebraico-cristiana che permea la società occidentale, ormai nichilista. Il filosofo non rifiuta la spiritualità in sé, anzi la propone come valore, ma in maniera del tutto differente da quella tradizionale legata e assoggettata al divino. Quella di Onfray è una spiritualità in sé, non religiosa, che nasce da una filosofia priva di scorie metafisiche e religiose, collegata alle scienze della mente, rivolta positivamente a ciò che ci fa sentire bene, cioè il piacere stesso inteso in tutte le sue espressioni, da quelle più corporee a quelle più spirituali.

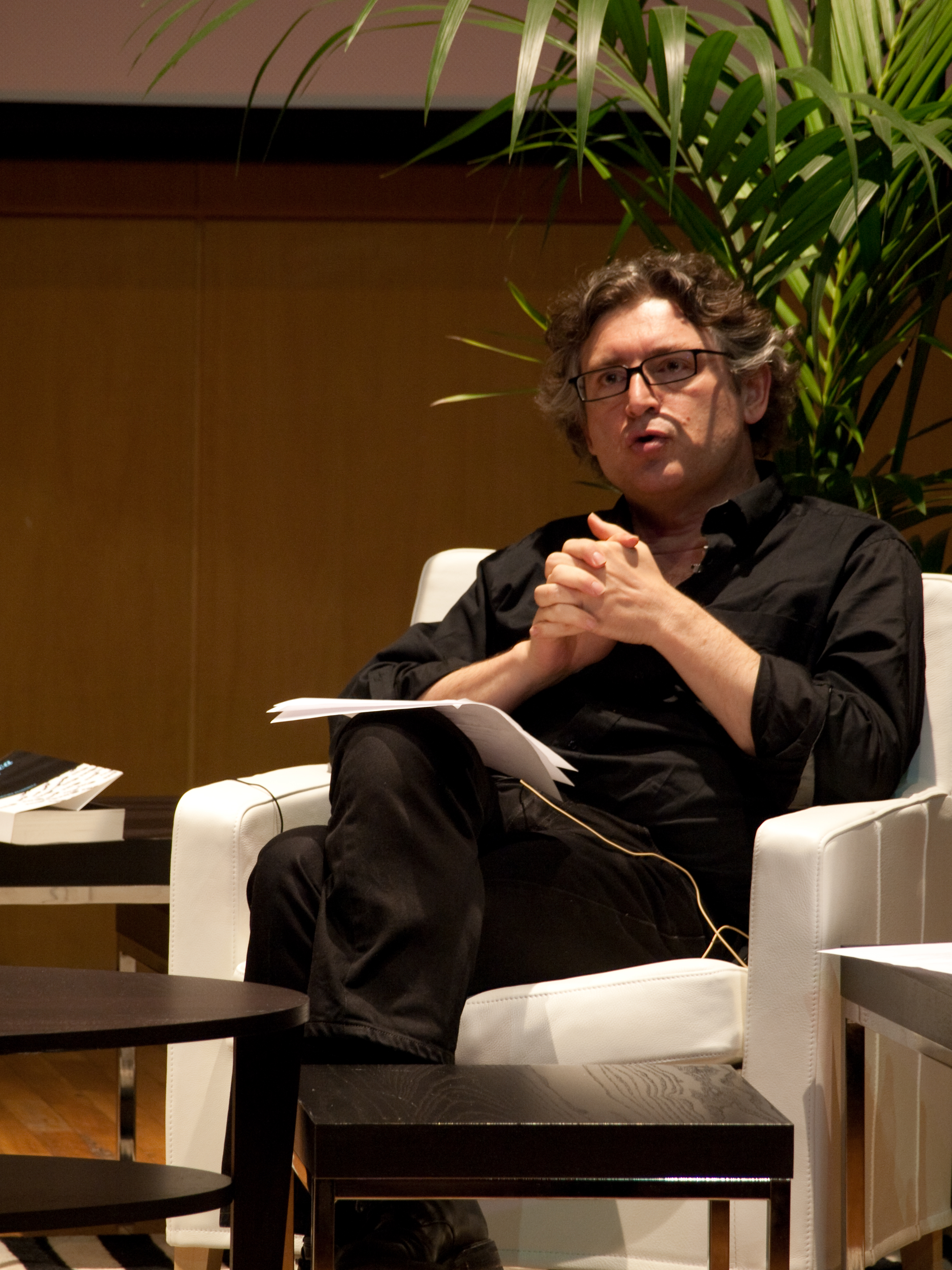
Michel Onfray a un dibattito

Per lui, lavorare sul terreno del rifiuto delle leggende, sulla valorizzazione del piacere, sull'uso del proprio corpo senza pregiudizi e sul rapporto con il prossimo, sono altrettanti punti fermi ed essenziali. Essi permettono all'uomo di non soccombere sotto il giogo del pensare idealistico e religioso, che «prefigurano un futuro radioso» di pretese esistenze post mortem e per altro verso persino di valori consumistici.
Per Michel Onfray proporre tale prospettiva consolatoria che posticipa la felicità costituisce una deriva umana pericolosa e devastante, che causa la perdita dell'unico mondo reale, per cui contro di essa ci vogliono degli antidoti intellettuali. Né la fortuna è dietro l'angolo del destino, ma sempre solo nelle nostre mani, qui e adesso, imponendo decisioni e azioni conseguenti e immediate. Per procurarsi una possibile fortuna occorre sconfiggere la "pulsione di morte" (espressione mutuata da Sigmund Freud) implicata nelle dottrine religiose. Essa è una vera e propria malattia morale, forse la più grave, perché arriva a compromettere la salute mentale di individui e di masse.

### L'ateismo
Il naturale approdo di Onfray, che critica sia certi pensatori agnostici o atei deboli, che però approvano a volte il trascendente, sia (soprattutto) il pensiero magico-religioso-filosofico che pervade la società senza che questa ne abbia coscienza e quindi cerchi di liberarsene, è l'ateismo forte che lo caratterizza.
Raccomandando egli, appunto, un ateismo irriducibile, nel corso delle sue conferenze presso l'Université populaire de Caen, scardina inoltre e mette a nudo il meccanismo attraverso cui l'idealismo ascetico platoniano e poi cristiano hanno esercitato ed esercitano un'influenza continua sul nostro modo di pensare e di concepire il mondo.
Da questa «controstoria della filosofia» Michel Onfray trae degli insegnamenti e propone una strada attraverso idee atte a consentire la costruzione di una quotidianità felice ed edonistica. Egli peraltro non tratta in maniera uguale ai monoteismi le religioni antiche, in quanto ritiene che esse avessero criteri morali molto differenti e migliori. Infatti in esse non era rifiutata la corporeità, né le sue forme, né i differenti modi di gestirla. In buona parte delle religioni antiche l'aldilà, se pure era posto, non comportava particolari aspettative, essendo visto come un'esistenza neutra, senza la luce del giorno né alcuna possibilità di vera gioia, ragion per cui la vita era considerata preziosa e di essa si doveva raccogliere quanto di buono poteva offrire.
Al contrario, la prospettiva cristiana la vede come il fine dello stesso esistere umano. Relativamente ai filosofi antichi più famosi (Socrate, Platone, Aristotele, la scuola stoica) egli prende solo le idee che considera valide fuori del loro orizzonte temporale e contestuale; per esempio ammira e propone il concetto di "cittadella interiore" di Marco Aurelio. Le preferenze di Onfray vanno ovviamente ai materialisti puri e semplici, come Democrito e suoi discepoli, ma anche a Epicuro. La celebrazione della ragione, del razionalismo e dell'ateismo, portano così all'opera più importante di Onfray, il Trattato di ateologia.

### Il "Trattato di Ateologia"

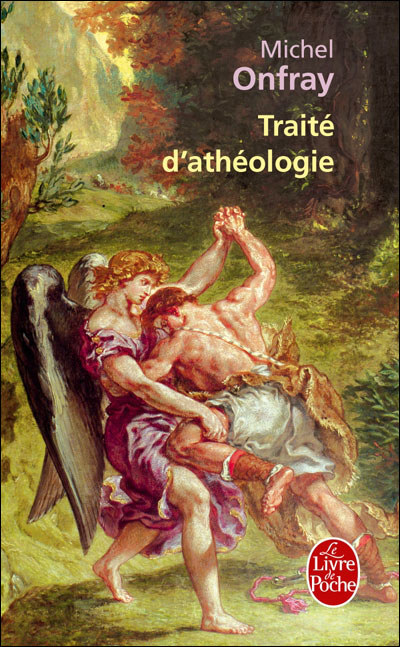
Copertina originale del Trattato di ateologia, raffigurante la parte sinistra dell'opera di Eugène Delacroix Lotta di Giacobbe con l'angelo, quadro di epoca romantica raffigurante il titanismo eroico, in lotta contro il mondo e anche contro il trascendente.

Nel 2005 esce, con questo titolo, un saggio destinato a suscitare un enorme interesse - e forti polemiche - non solo tra gli intellettuali ma, grazie allo stile adottato, semplice e chiaro, anche tra un più ampio pubblico. Oggetto della critica del Trattato non sono "i credenti" quanto piuttosto le persone e le Istituzioni che rappresentano e diffondono la religione: l'obiettivo fondamentale consiste nello "smontare" le basi etiche e filosofiche della teologia per ricostruire una visione del mondo e della vita. Ma ciò coniugato con una morale che poggia solo sulla ragione e sulla pura immanenza, emancipata da ogni condizionamento fideistico.
Per Onfray, una volta decostruiti i fondamenti dottrinari della religione, occorre poi «lavorare a un nuovo progetto etico per creare in Occidente le condizioni di una vera morale post-cristiana. Una morale in cui il corpo cessi di essere una punizione, la terra una valle di lacrime, la vita una catastrofe, il piacere un peccato, le donne una maledizione, l'intelligenza una presunzione, la volontà una dannazione». E, sotto il profilo politico, l'Altro non sarebbe più visto "come un nemico, un avversario, una differenza da sopprimere, costringere e sottomettere, ma come l'occasione di un'intersoggetività da costruire qui ed ora".
Il saggio di Onfray ha attiratto interesse e dibattito anche in molti altri paesi, Italia compresa, e continua il suo percorso raccogliendo un interesse sempre profondo e diffuso.
(Trattato di ateologia)

#### I personaggi concettuali
Nel Traité e nella Controstoria della filosofia utilizza la categoria del "personaggio concettuale".
Egli si dimostra, difatti, un seguace della tesi mitista, affermando che Gesù Cristo non sia mai esistito quale descritto dai Vangeli, e sia quindi solo un "personaggio concettuale", un simbolo filosofico per potere meglio esplicare la dottrina, analogo al ruolo che svolge Socrate nei dialoghi di Platone, magari ispirato a qualche figura reale ma non reale nel modo in cui è stato raccontato.
Egli parte innanzitutto dalla premessa che l'esistenza di Gesù non è accertata sul piano storico (nessuna prova archeologica, nessun documento contemporaneo) e che alcuni tentativi di costruire delle prove si sono rivelati evidenti falsi (vengono citata in proposito le "scoperte" di sant'Elena, madre di Costantino), mentre ciò che rimane non è affidabile (una "manciata di parole" imprecise di Giuseppe Flavio, Svetonio e Tacito ricavate da documenti che sono "copie effettuate alcuni secoli dopo la pretesa crocefissione di Gesù"). Pertanto, l'evangelista Marco - di cui non c'è prova che abbia conosciuto personalmente Gesù - verso l'anno 70 diventa "l'autore di Gesù" scrivendo un testo che "appartiene al genere propagandistico", dovendo fare proseliti, e che pertanto punta sul racconto meraviglioso e metastorico. Sotto questo profilo, a Onfray poco importa che sia esistito o meno davvero un Gesù, resta il fatto che si tratta in realtà di un "personaggio concettuale" e di tale personaggio si è fatto un mito, quello sì reale, nato come "cristallizzazione delle aspirazioni profetiche del suo tempo" e poi, non diversamente da altri miti, piegato di volta in volta nei secoli alle mire e alle esigenze del Potere costituito.
La nozione di "personaggio concettuale" è stato inventata da Gilles Deleuze e si riferisce a personaggi di fantasia, o semi-immaginari, creati da uno o più autori per trasmettere concetti o idee. Anche se in origine un individuo storico può esistere, alla fine, viene successivamente sfruttato da autori per conto proprio. La nozione di Onfray non corrisponde però alla stessa definizione di Deleuze. Un personaggio concettuale non è sempre consapevolmente costruito dallo scrittore, ma è necessario a esplicare la tesi. Esempi sono, oltre a Socrate in Platone e Gesù nei Vangeli, Zarathustra, Dioniso e l'Anticristo in Nietzsche, Don Giovanni in Kierkegaard, Emilio in Rousseau, Candido in Voltaire, ecc.
Il cristianesimo è quindi opera di Paolo di Tarso, definito «ebreo isterico e integralista», la cui predicazione è alla base dell'anti-edonismo («Paolo si impadronisce del personaggio concettuale e lo veste, gli fornisce delle idee. Il Gesù primitivo non parla affatto contro la vita. (...) Il radicalismo antiedonista del cristianesimo deriva da Paolo non da Gesù, personaggio concettuale silenzioso su questi problemi» afferma Onfray), dell'antisemitismo cristiano (per effetto dell'avversione dell'apostolo verso i suoi ex correligionari, che lo hanno respinto) e della diffusione del concetto di guerra santa, nato inizialmente nella religione ebraica, tutte cose diffuse da Paolo.

### La filosofia in pratica
Per Onfray la filosofia serve per migliorare la vita reale e l'approccio cognitivo alla realtà, e non è mai solo fine a sé stessa. La filosofia deve uscire allo scoperto per entrare nella cultura della società in generale ed anche nella politica, al fine di mirare, per quanto possibile, alla felicità dell'umanità. Quindi occorre ottenere, dopo la secolarizzazione, la "scristianizzazione ideologica"; quest'intento pragmatico relativo al tessuto sociale porta Onfray ad agire anche a livello politico e a impegnarsi attivamente. Politica, estetica, etica, bioetica, medicina devono prescindere dal dualismo materiale/immateriale, nobile/non nobile, in nome di un monismo materialista; il dolore non deve più essere considerato utile e purificante, ma solo un'esperienza fisica, un segnale d'allarme che, una volta percepito, è inutile. La ricerca scientifica e l'etica devono prescindere da teorie religiose e guardare se mai alla filosofia antica e soprattutto all'epicureismo.

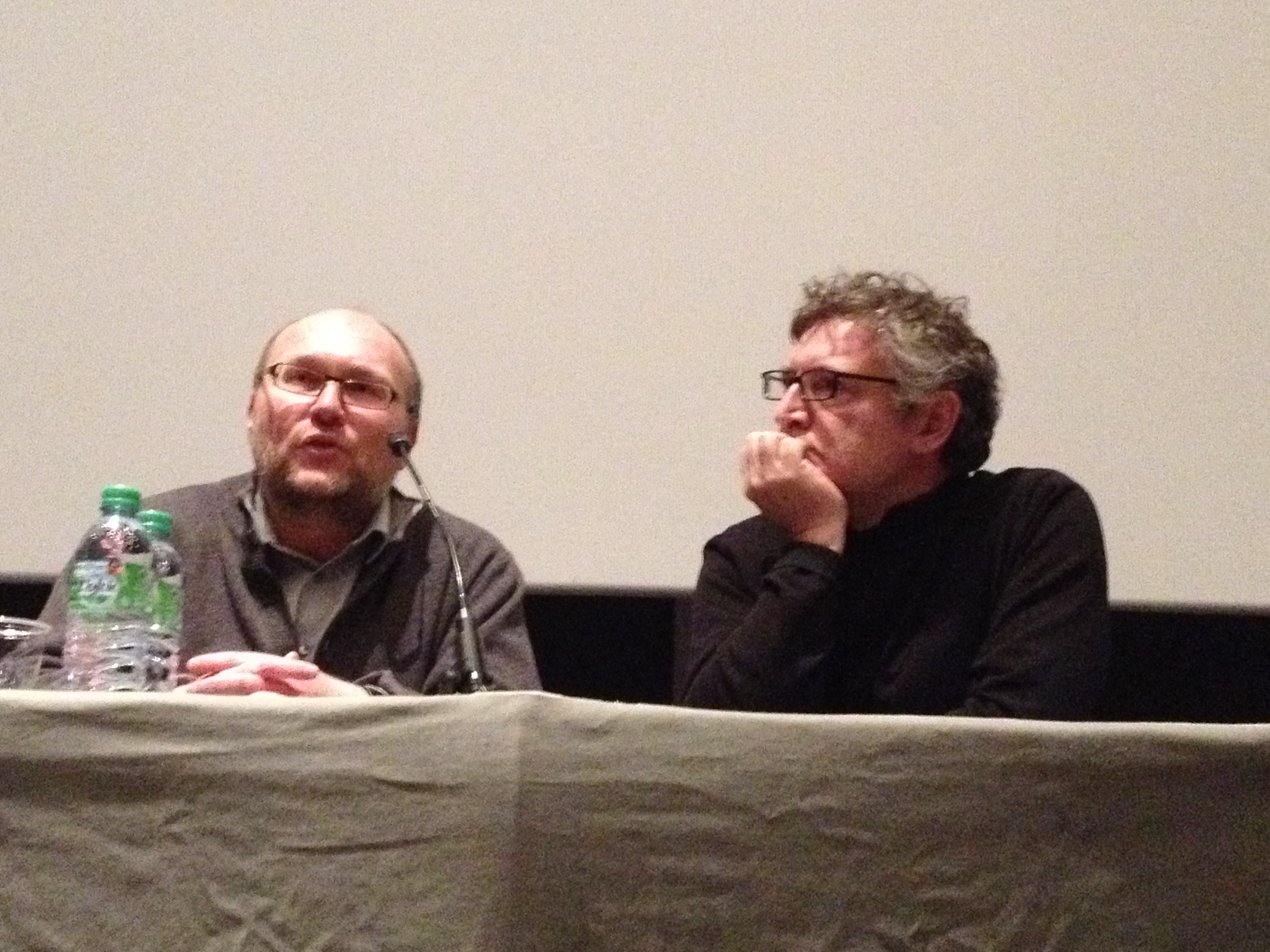
Onfray con Patrick Frémeaux

Da quanto sopra deriva un sostegno incondizionato alla cosiddetta terapia del dolore (anche se ne critica la strumentalizzazione fattane dai movimenti pro-vita), all'eutanasia, alla ricerca sulle cellule staminali embrionali, al sostegno all'aborto terapeutico o per scelta, ecc. Il concetto stesso di "famiglia" va per Onfray ripensato, separando la sessualità dalla riproduzione ed adottando la contraccezione e la "libertà dei celibi". Questi devono potere scegliere ogni giorno il partner opportuno, con cui sia possibile un rapporto affettivo-sessuale soddisfacente per entrambi. Al posto della coppia fissa, richiesta per regola dalla società, occorre aprire anche alle adozioni per gli omosessuali e lasciare libera la procreazione assistita ove unica possibilità.
Riprendendo però il pensiero di Schopenhauer (anche se contrario alla sua etica della rinuncia) egli si dichiara anche a favore dell'antinatalismo, anche se ovviamente ogni persona può scegliere se avere figli o no, in maniera libera. La vita, pur essendo godibile, presenta infatti degli aspetti tragici di dolore e sofferenza, che, potendo scegliere, è preferibile risparmiare ad altri, soprattutto se non si può garantire loro un'esistenza felice.
Anche l'etica del lavoro è investita dalla filosofia laicistica di Onfray; il lavoro in se stesso non può essere considerato "eticamente" come un mezzo per il conseguimento e la realizzazione della propria personalità morale. Ancora meno ovviamente come mezzo sacrificale per offrire alla Divinità le proprie sofferenze in espiazione delle proprie presunte colpe, così da avvicinarsi a Dio tramite la fatica. Il lavoro, nella sua miglior accezione, è esclusivamente il mezzo per migliorare la propria esistenza, se e quando ciò si riveli possibile, in senso esclusivamente edonistico.

#### Teoria dell'«hapax esistenziale»
Il concetto di "hapax esistenziale" è stato introdotto da Vladimir Jankélévitch e poi ripreso da Onfray che la definisce come l'istanza o l'occasione che si verifica solo una volta, che trasforma la vita dell'individuo; essa si traspone nella modalità della metafora nella vita un individuo, secondo Onfray, inclusa nella propria esperienza personale. Ogni suo libro inizia con alcune lineamenti autobiografici, che possono essere considerati come preliminari, dato che si sta rompendo la concezione idealistica della filosofia, mostrando che ogni pensiero, in ultima analisi, viene dall'esperienza fisica e corporea.
Nell'introduzione al suo primo libro, Il ventre dei filosofi, parla con poche parole del suo hapax esistenziale più decisivo, che lo ha portato a scrivere e pubblicare: essere quasi morto dopo un attacco di cuore occorsogli a 28 anni; dopo di esso scrisse (in quattro giorni, secondo le sue affermazioni), la sua prima opera, pur mantenendo una sorta di connessione mistica con la morte: «Si tratta di un delirio dei vasi sanguigni, scrivere questo, le seguenti pagine. Tutti erano stupiti, che le statistiche non avevano potuto prevederlo, era un'insolenza e un'assurdità. Un infarto a 28 anni...»
Michel Onfray ne parla ancora nell'Introduzione a L'arte di gioire (dal titolo suggestivo: Genealogia della mia morale) e racconta più in dettaglio questo hapax esistenziale. La sua esperienza del dolore gli fa capire che il "corpo" e "anima" sono una cosa sola: «La concentrazione del dolore a un certo punto aveva una densità sorprendente, al punto da abolire qualsiasi distanza tra il dolore e la coscienza che avrebbe potuto comprenderlo. Il medico diagnosticò un attacco di cuore, avevo 28 anni. Lunedi 30 novembre il mio corpo comprese una saggezza che si trasformerà in edonismo». Mentre si sta riprendendo dall'infarto vede entrare il corpo esanime di un anziano, che muore pochi istanti dopo, nonostante gli sforzi del team medico: «l'infermiera si avvicinò al grosso corpo, tirò il lenzuolo sopra il viso per nasconderne la nudità essenziale. Avevo assistito alla scena senza rivolta, convinto di avere visto in questa carne qualcosa radicalmente diverso da quello che sarebbe avvenuto a me. (...) Morire era così semplice. Restava, dopo questa lezione di tenebra (...) da conciliare il corpo e l'intelligenza». Egli descrisse questo episodio come un'epifania dell'esistenza, ispirandosi a un passo dei Saggi di Montaigne in cui egli parla di una caduta da cavallo, che gli rivelò la "fragile materialità del suo essere" e l'unità di corpo e anima.

### La «controstoria della filosofia»

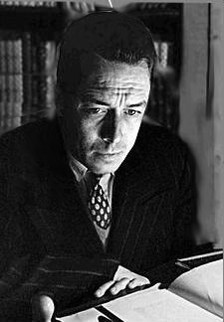
Albert Camus

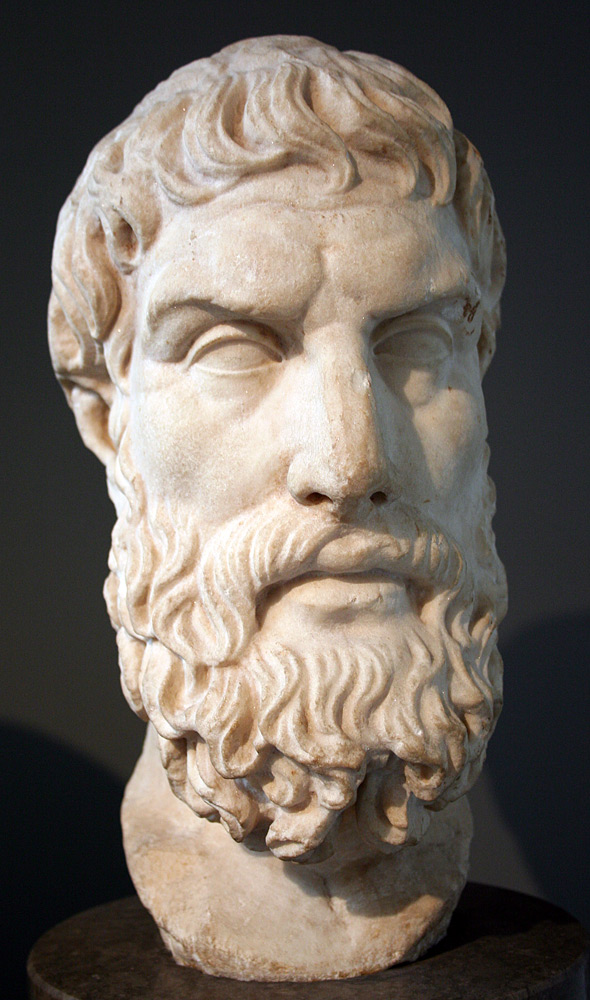
Epicuro

La "controstoria della filosofia" è delineata in un ciclo di libri, non ancora completato e in continuo work in progress, in cui Onfray rielabora, con il suo pensiero, e illustra, nelle vesti di divulgatore, i filosofi materialisti, edonisti e atei a partire dall'antichità, ma questi giudizi su vari filosofi del passato sono ribaditi in vari saggi. Convinzione del filosofo è che l'episteme ebraico-cristiana che permea la società e costringe molti atei ad attuare comportamenti cristiani, sia originata dalla diffusione e celebrazione fatta dalla Chiesa e dalla cultura occidentale di filosofi spiritualisti. Pertanto nel ridisegnare la storia filosofica, Michel Onfray spiega non Platone e Aristotele, fortemente compromessi a posteriori con la dottrina cristiana, né gli idealisti come Hegel e tralascia - se non per illustrarne le contraddizioni - anche Voltaire, Rousseau e Denis Diderot (ritenuti troppo deisti, anche se Diderot divenne materialista verso la fine della sua vita), ma pensatori materialisti come Democrito ed Epicuro, dando spazio anche a veri atei posteriori, come d'Holbach, Meslier, de La Mettrie, e successivi (Nietzsche, Camus, Schopenhauer, Stirner, Marx, Feuerbach) o libertini-umanisti come Michel de Montaigne, Baruch Spinoza e Lorenzo Valla.
Esclude invece anche il marchese de Sade dai pensatori che ritiene ideali, poiché ritiene il libertinismo ateo dello scrittore troppo chiuso in sé stesso e dalle tendenze violente e proto-fasciste (dando origine appunto al sadismo e criticato precursore di Freud) sulla scia dell'analisi di Wilhelm Reich, preferendogli invece il pur vagamente religioso Giacomo Casanova, ritenuto un autentico edonista; inoltre, egli prende molto sul serio le provocazioni dei personaggi sadiani, affermando che de Sade non era un vero rivoluzionario ateo ed edonista, come si è detto talvolta (per esempio da parte di Foucault, de Beauvoir, Breton, Apollinaire; quest'ultimo è ritenuto da Onfray il vero creatore del mito moderno del "Divin Marchese"), ma semplicemente un aristocratico reazionario, monarchico e filo-tirannico, come già detto da Camus, ricordando inoltre le sue condanne penali e affermando che fosse un cristiano gnostico, e non un ateo come affermava. Critica poi Jean-Paul Sartre per avere difeso il terrorismo come arma estrema, la pena di morte in certi casi e le dittature comuniste, contrapponendogli sempre Albert Camus.
Inoltre accusa Immanuel Kant, "assolvendo" Friedrich Nietzsche, di fornire la base teorica per lo sviluppo dell'ideologia nazista e dell'antisemitismo in Germania., per esempio avendo definito gli ebrei come "una nazione di ingannatori".
Il ciclo della Controstoria, nel progetto di Onfray, doveva comporsi di sei volumi, con i seguenti titoli così tradotti: Le saggezze antiche, Il cristianesimo edonista, L'età dei libertini, Illuminismo estremo, Politiche della felicità e Schopenhauer, Thoreau, Stirner. Le radicalità esistenziali. Fanno parte del ciclo anche le lezioni audiovisive di Onfray su particolari filosofi o periodi. Successivamente ha ampliato il ciclo con tre ulteriori volumi: Nietzsche e la costruzione dell'Superuomo, I freudiani eretici e Le coscienze refrattarie.

#### L'utilitarismo
In quanto neo-utilitarista, ha rivalutato Jeremy Bentham, ritenuto un erede di Voltaire e di Epicuro, dagli attacchi filosofici di Marx e Michel Foucault, che lo ritenevano un precursore del totalitarismo e di idee sbagliate (come la difesa dell'usura), principalmente a causa degli studi sulla criminologia e sul carcere perfetto (panopticon); egli afferma che invece Bentham è un grande pensatore progressista, poiché si è battuto per la decriminalizzazione dell'omosessualità nel Regno Unito, per i diritti delle donne e dei bambini, per l'abolizione della vivisezione e la difesa dei diritti degli animali, oltre che per una detenzione carceraria umana e il fine rieducativo della pena. Bentham secondo Onfray delineò un progetto ancora attuale, una visione del mondo subordinata alla maggiore felicità per il maggior numero possibile di individui, in cui la politica è sottomessa all'etica e non il contrario. Oltre che di Bentham, è un ammiratore anche di John Stuart Mill e Claude-Adrien Helvétius.
Egli non è vegetariano (pratica una dieta pescetariana) ma sostiene che l'antispecismo sia un valore e che gli animali abbiano dei diritti e meritino giustizia, rispetto e compassione, e che non sono oggetti a uso dell'uomo (come affermato nei monoteismi), cosa dimostrata dall'affinità evolutiva spiegata da Darwin, anche se critica l'equiparazione tra deportazione degli ebrei e il trasporto di animali al macello, avanzata dall'utilitarista moderno Peter Singer, pur essendo comunque l'allevamento intensivo un'«abiezione morale».

### Teoria del corpo amoroso

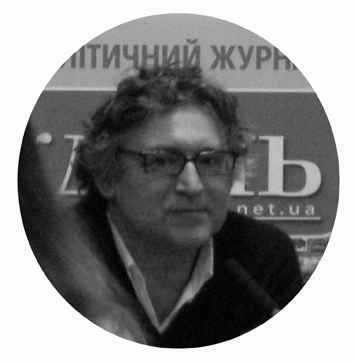
Onfray in Ucraina

Teoria del corpo amoroso. Per un'erotica solare è pubblicato in Francia nel 2000 e in Italia da Fazi nel 2006 (sotto la spinta del successo del Traité). Nell'opera Onfray ridefinisce, rifacendosi ai filosofi materialisti e "sensualisti" dell'epoca greco-romana (Epicuro, i cirenaici, ecc.), il rapporto d'amore e la sessualità in senso contrattualistico, come l'incontro di due celibi liberi, non obbligati dalla fedeltà, e perciò liberi di scegliere la loro felicità, in nome dell'edonismo e della secolarizzazione dell'etica, o meglio della sua scristianizzazione. Il libro è una delle applicazioni pratiche delle idee esposte nel Trattato, una celebrazione della libera scelta di ogni uomo o donna, al posto dell'idea classica di coppia come famiglia fatta per la procreazione e la necessaria coabitazione, separando completamente l'aspetto procreativo dalla sessualità. Quest'ultima è da intendere in senso ludico e ricreativo.

#### Commenti sull'opera in Italia
Un articolo anonimo pubblicato da Il Foglio, quotidiano di ispirazione neoconservatrice diretto dal giornalista Giuliano Ferrara, ha recensito il saggio all'uscita: in esso Onfray, come già detto, tratta in particolare il tema della morale sessuale, indirizzandosi verso un'etica libertina ed edonista che individua, sulla scorta della filosofia di Epicuro e di altre correnti minori della filosofia greca, nelle istituzioni tradizionali della coppia, della famiglia, del matrimonio etc., una negazione dell'energia vitale e delle potenzialità liberatorie proprie del corpo e della sessualità umane.
L'editorialista esprime la sua netta contrarietà: il libro di Onfray è considerato privo di valore e, alla fine, viene idealmente collocato negli scaffali di un grande magazzino. L'autore dell'articolo, con massiccia ironia, nega al lavoro di Onfray lo status di opera filosofica: «Le ricette "epicuree" di Michel Onfray... più apparentabili a certi consigli su Cosmopolitan che alle nobili fonti antiche che l'ateologo-erotologo va citando e maltrattando pagina dopo pagina...».
Sempre a proposito di Teoria del corpo amoroso, il filosofo ha rilasciato interviste a giornali italiani ed è stato invitato a una trasmissione di Maurizio Costanzo su Canale 5, Tutte le mattine, una delle rare apparizioni televisive italiane (assieme a un'intervista con Paolo Bonolis a Il senso della vita) di Onfray sulle reti generaliste. Il filosofo prese parte a un dibattito sulla religione con lo storico cattolico Franco Cardini e lo psichiatra Raffaele Morelli.

## Controversie, critiche e polemiche
L'opera di Onfray ha scatenato una polemica nei circoli intellettuali francesi, specie alla pubblicazione del Trattato di ateologia, polemica alimentata dalla pubblicazione di molteplici articoli sull'argomento e di due libri (L'anti-traité d'athéologie, Le système Onfray mis à nu di Matthieu Baumier, e Dieu avec esprit: Réponse à Michel Onfray di Irène Fernandez) dove i loro autori confutano ciò che ritengono gli errori storici e le confusioni del Traité.
Jacques-Alain Miller ha descritto ironicamente Onfray come sostanzialmente "conservatore", "legalista", "filosofo pop" e dall'eloquio "poco civile", paragonando il suo legame con la natia Normandia a quello di Heidegger con la Foresta Nera e affermando la sua sostanziale contiguità con il gollismo.

### Contro la setta raeliana
Il movimento raeliano, una setta creazionista non cristiana, che crede che gli extraterrestri abbiano creato l'uomo, e che proclama la necessità di clonare gli esseri umani per migliorarli e dare loro l'immortalità in una visione edonistica del mondo, ha insignito Onfray del titolo di "sacerdote onorario", ma il filosofo ha rifiutato con sdegno, affermando di non avere nulla a che fare con loro; Onfray ha, in particolare descritto sarcasticamente e causticamente il loro fondatore, Claude Vorhilon detto Rael (definito "cretino siderale"), per le sue credenze e affermazioni sugli alieni e la sua figura da "guru": 

### La polemica su Freud e la psicoanalisi
Nell'aprile del 2010 esce il suo libro Il crepuscolo di un idolo. L'affabulazione freudiana, nel quale attacca duramente il fondatore della psicoanalisi (descritta come una religione o una filosofia discutibile), Sigmund Freud; Onfray da giovane affascinato dal medico viennese (come lo fu da Nietzsche e da Marx) nel saggio lo accusa – tra le altre cose – di essere «bugiardo», «cocainomane», «onanista», «incestuoso», di avere «ammassa[to] una fortuna in contanti per sottrarla al fisco», di essere «omofobo», «misogino», antisemita nonostante fosse ebreo, e di «appoggia[re] il fascismo». Subito dopo l'uscita del saggio, numerosi intellettuali francesi hanno criticato aspramente l'opera e il suo autore, arrivando, secondo quanto affermato da Onfray, a offendere la sua persona, la sua famiglia e la sua vita privata. Tra di essi, il principale attacco è venuto dal filosofo ed editore Bernard-Henri Lévy, a cui è seguita una dura e sarcastica risposta dello stesso Onfray, in cui lo chiama "Gran Timoniere di Saint-Germain-des-Prés" e accusa i difensori di Freud di essere la "Francia ammuffita" di cui parlava Sollers: 
 Onfray ritiene inoltre che Freud abbia riutilizzato concetti non suoi (per esempio di Nietzsche) senza dirlo, e si sia appropriato della psicoanalisi a partire dal lavoro con Charcot, inoltre che la scienza psicoanalitica si debba in realtà al lavoro del contemporaneo Pierre Janet.
Accanto agli attacchi a Freud, anche quelli ad autori e correnti in qualche modo collegati al padre della psicoanalisi, come de Sade (come nel caso di Freud, viene contestato al filosofo l'uso di dicerie senza fonte o distorsioni storiche per screditare l'autore, e il considerarlo un criminale vero - dando credito alle lettres de cachet dell'Ancien Régime - e non un romanziere dell'orrore, come molti altri, e della sessualità sfrenata e perversa e onirica), al movimento surrealista e a quello strutturalista, hanno provocato accese polemiche contro Onfray.

### La teoria del genere e la scuola
Michel Onfray ritiene che la scuola trascuri l'istruzione (imparare a leggere, scrivere e contare) e la meritocrazia di base, per la conoscenza educativa (codificazioni, riciclaggio dei rifiuti o la non discriminazione di genere).
Il quotidiano italiano Il Foglio che lo ha spesso criticato per il suo ateismo, ha invece elogiato le sue posizioni su Islam e teoria del gender: «L'ateista Onfray si fa prendere la mano da una sua idea di cristianesimo molto parziale, che coincide con la visione monastica del corpo e della carne. Ma coglie il centro del problema, quando (...) dimostra che la teoria del gender non è che odio dell'eros nascosto da un alibi progressista».

## Opere

### Tradotte in italiano
- 1989 - Il ventre dei filosofi. Critica della ragione dietetica (Le ventre des philosophes, critique de la raison diététique), Milano, Rizzoli, 1991, ISBN 88-17-840-88-2; riedito con il titolo I filosofi in cucina, 2001.
- 1990 - Cinismo. Principi per un'etica lucida (Cynismes, portrait du philosophe en chien), Milano, Rizzoli, 1992, ISBN 88-17-841-75-7.
- 1991 - L'arte di gioire. Per un materialismo edonista (L'art de jouir: pour un matérialisme hédoniste), Roma, Fazi, 2009, ISBN 978-88-6411-014-1.
- 1991 - La scultura di sé. Per una morale estetica (La sculpture de soi: la morale esthétique), Roma, Fazi, 2007, ISBN 978-88-8112-829-7.
- 1997 -  La politica del ribelle. Trattato di resistenza e insubordinazione, Ponte alle Grazie, 1997/1998, ISBN 88-7928-424-X.
- 2000 - Teoria del corpo amoroso. Per un'erotica solare (Théorie du corps amoureux: pour une érotique solaire), Roma, Fazi, 2006, ISBN 88-811-2745-8.
- 2002 - Estetica del Polo Nord. Stele iperboree (Esthétique du Pôle nord: stèles hyperboréennes), Milano, Ponte alle Grazie, 2011, ISBN 978-88-6220-021-9
- 2002 - L'invenzione del piacere. Aristippo e i Cirenaici (L'invention du plaisir: fragments cyrénaïques), Milano, Ponte alle Grazie, 2014.
- 2003 - Il corpo incantato. Una genealogia faustiana (Féeries anatomiques), Ponte alle Grazie, 2012
- 2005 -  Trattato di ateologia. Fisica della metafisica (Traité d’athéologie), Fazi, 2005, ISBN 88-8112-678-8.
- 2006 -  La potenza di esistere. Manifesto edonista, Milano, Ponte alle Grazie, 2006/2009. (La puissance d'exister: manifeste hedoniste) ISBN 978-88-6220-020-2.
- 2007 - Filosofia del viaggio (Théorie du voyage: poétique de la géographie), Milano, Ponte alle Grazie, 2010, ISBN 978-88-6220-094-3.
- 2007 - Atei o credenti? Filosofia, politica, etica, scienza (con Gianni Vattimo e Paolo Flores d'Arcais), Roma, Fazi Editore, 2007.
- 2008 - La cura dei piaceri. Costruzione di un'erotica solare (Le soucis des plaisirs: construction d'une érotique solaire), Milano, Ponte alle Grazie, 2009, ISBN 978-88-6220-084-4.
- 2010 - Il crepuscolo di un idolo. Smantellare le favole freudiane (Le Crépuscule d'une idole. L'Affabulation freudienne), Ponte alle Grazie, 2011.
- 2012 - L'ordine libertario. Vita filosofica di Albert Camus (L'Ordre libertaire. La vie philosophique d'Albert Camus, Flammarion), Milano, Ponte alle Grazie, 2013.
- 2013 - Prefazione, in: Hamid Zanaz, Sfida laica all'islam. La religione contro la vita, Milano, Elèuthera, 2013.
- 2012 - Il post-anarchismo spiegato a mia nonna (Le postanarchisme expliqué à ma grand-mère. Le principe de Gulliver, Galilée), Milano, Elèuthera, 2013, ISBN 978-88-9690-431-2.
- 2016 - Pensare l'Islam (Penser l'Islam, Grasset), Milano, Ponte alle Grazie, 2016.
- 2019 - Il lutto della malinconia. Racconto intimo (Le Deuil e la mélanconie, Laffont), Milano, Ponte alle Grazie, 2019, ISBN 978-88-3331-182-1.
- 2020 - Teoria della dittatura, Milano, Ponte alle Grazie, 2020.

#### SerieBreve enciclopedia del mondo
1. Cosmo. Un'ontologia materialista, Milano, Ponte alle Grazie, 2015.
2. Decadenza. Vita e morte della civiltà giudaico-cristiana (Décadence. De Jesus à Ben Laden. Vie et mort de l'Occident, Flammarion), Milano, Ponte alle Grazie, 2017.
3. Saggezza. Saper vivere ai piedi di un vulcano, Milano, Ponte alle Grazie, 2019.

#### SerieControstoria della filosofia(Contre-histoire de la philosophie)
1. Le saggezze antiche. Controstoria della filosofia I (Les sagesses antiques. De Leucippe à Diogène d'Oenanda, 2006), Roma, Fazi, 2006, ISBN 88-81-127-94-6.
2. Il Cristianesimo edonista. Controstoria della filosofia II (Le christianisme hédoniste. De Simon le magicien à Montaigne, 2006) Fazi, 2007. ISBN 978-88-8112-893-8.
3. L'età dei libertini. Controstoria della filosofia III (Les libertins baroques, 2007), Roma, Fazi, 2009. ISBN 978-88-8112-342-1.
4. Illuminismo estremo. Controstoria della filosofia IV (Les ultras des Lumières, 2007), Milano, Ponte alle grazie, 2010, ISBN 978-88-6220-157-5.
5. Politiche della felicità. Controstoria della filosofia V (L'eudémonisme social, 2008), Milano, Ponte alle grazie, 2012, ISBN 9788862202855.
6. Schopenhauer, Thoreau, Stirner. Le radicalità esistenziali. Controstoria della filosofia VI (Les radicalités existentielles, 2009), Milano, Ponte alle grazie, 2013, ISBN 978-88-6220-740-9.
7. Nietzsche e la costruzione del Superuomo. Controstoria della filosofia VII (La construction du surhomme, Grasset, 2011), Milano, Ponte alle Grazie, 2014.
8. I freudiani eretici. Controstoria della filosofia VIII (Les freudiens hérétiques, Grasset, 2013), Milano, Ponte alle Grazie, 2020.
9. Coscienze refrattarie. Controstoria della filosofia IX (Les consciences réfractaires, 2013), Milano, Ponte alle Grazie, 2021.

### In francese
- Physiologie de Georges Palante, portrait d'un nietzschéen de gauche (1989)
- L'œil nomade: la peinture de Jacques Pasquier (1992)
- La raison gourmande, philosophie du goût (1995)
- Ars moriendi: cent petits tableaux sur les avantages et les inconvénients de la mort (1995)
- Métaphysique des ruines: la peinture de Monsu Désidério (1995)
- Les formes du temps: théorie du Sauternes (1996)
- À côté du désir d'éternité: fragments d'Égypte (1998)
- Prêter un livre n'est pas voler son auteur (2000)
- Antimanuel de philosophie: leçons socratiques et alternatives (2001)
- Célébration du génie colérique: tombeau de Pierre Bourdieu (2002)
- Splendeur de la catastrophe: la peinture de Vladimir Vélikovic (2002)
- Les icônes païennes: variations sur Ernest Pignon-Ernest (2003)
- Archéologie du présent, manifeste pour l'art contemporain (2003)
- La philosophie féroce (2004)
- La communauté philosophique (2004)
- La sagesse tragique: du bon usage de Nietzsche (2006)
- Traces de feux furieux: la philosophie féroce II (2006)
- Fixer des vertiges: les photographies de Willy Ronis (2007)
- La pensée de midi: archéologie d'une gauche libertaire (2007)
- Le songe d'Eichmann (2008)
- L'innocence du devenir: la vie de Frédéric Nietzsche (2008)
- Le chiffre de la peinture: l'Œuvre de Valerio Adami (2008)
- La religion du poignard: éloge de Charlotte Corday (2009)
- L'apiculteur et les Indiens: la peinture de Gérard Garouste (2009)
- Le recours aux forêts: la tentation de Démocrite (2009)
- Les Bûchers de Bénarès. Cosmos, Éros et Thanatos, Galilée, (2009)
- Apostille au Crépuscule. Pour une psychanalyse non freudienne (2010) Grasset
- Manifeste hédoniste, éd. Autrement (2011)
- La Sagesse des abeilles. Première leçon de Démocrite, Galilée (2012)
- Vies et mort d'un dandy. Construction d'un mythe, Galilée (2012)
- Abrégé hédoniste, extraits du Manifeste hédoniste, Librio (2012)
- Rendre la raison populaire. Université populaire, mode d'emploi, Autrement (2012)
- Le Corps de mon père. Autobiographie de ma mère, Classiques and Cie Collège (2012)
- Le Canari du nazi. Essais sur la monstruosité, Collectif, Autrement (2013)
- La Raison des sortilèges. Entretiens sur la musique, Autrement (2013)
- Un requiem athée, Galilée (2013)
- La passion de la méchanceté. Sur un prétendu divin marquis, Autrement (2014)
- Avant le silence. Haïkus d'une année, Galilée (2014)
- Bestiaire nietzschéen. Les Animaux philosophiques, Galilée (2014)
- Les Petits serpents. Avant le silence, II, Galilée (2015)
- Haute école. Brève histoire du cheval philosophique, Flammarion (2015)
- La Force du sexe faible. Contre-histoire de la Révolution française, Autrement (2016)
- Le miroir aux alouettes. Principes d'athéisme social, Plon (2016)
- D'hiver : Alain, les Juifs, Hitler et l'Occupation, L'Observatoire, 2018, 112 p. (ISBN 979-10-329-0363-6)
- De conduite: Carnet d'après campagne, L'Observatoire, 2018, 384 p. (ISBN 979-10-329-0015-4)
- Le Deuil de la mélancolie, Robert Laffont, 2018, (ISBN 978-2-221-21954-6)
- De la dictature, Robert Laffont, 2019
- Anima, 2023
- Théorie de Jésus, 2023, con replica di Matthieu Lavagna, Non, le Christ n’est pas un mythe, Artège, 2023.[148]

#### Scritti per ilJournal hédoniste
1. Le désir d'être un volcan (1996)
2. Les vertus de la foudre (1998)
3. L'archipel des comètes (2001)
4. La lueur des orages désirés (2007)